# Plaza de Armas (La Habana)
La Plaza de Armas de La Habana es una plaza del centro histórico de la capital de cubana, situada al este del centro histórico, cerca de la bahía de La Habana. Al norte de la plaza se encuentra el castillo de la Real Fuerza, al oeste el palacio de los Capitanes Generales y al este una antigua terminal de transbordadores que ahora alberga un hotel de lujo. La mayor parte de la plaza forma una zona verde similar a un parque, en cuyo centro se alza un monumento al héroe de la guerra de la independencia cubana, Carlos Manuel de Céspedes. Durante años, en su entorno se vendían libros usados.

## Historia
La Plaza de Armas es la más antigua de La Habana. Su historia se remonta a 1519, cuando se fundó la ciudad. Junto a ella se construyeron el Castillo de la Real Fuerza y la Iglesia Parroquial Mayor. La plaza recibió inicialmente el nombre de Plaza de la Iglesia en honor a esta última, aunque ya desde 1580 tuvo uso militar. En 1741, la iglesia fue destruida por el bombardeo de un buque de guerra español y en 1777 se construyó en su lugar la residencia del Gobernador General, máxima autoridad de la  Capitanía General de Cuba, adoptando su nombre actual, Plaza de Armas. 
En 2017, el área que rodea el perímetro del parque todavía se utilizaba como mercado de libros usados, trasladándose poco después a un lugar menos frecuentado por los turistas.